# Bergouey-Viellenave
Bergouey-Viellenave (tiếng Basque: Burgue-Erreiti) là một xã thuộc tỉnh Pyrénées-Atlantiques trong vùng Aquitaine ở tây nam nước Pháp. Xã này nằm ở khu vực có độ cao trung bình 73 mét trên mực nước biển.
Xã nằm trong tỉnh cũ Lower Navarre.